# Lilla röda sångboken

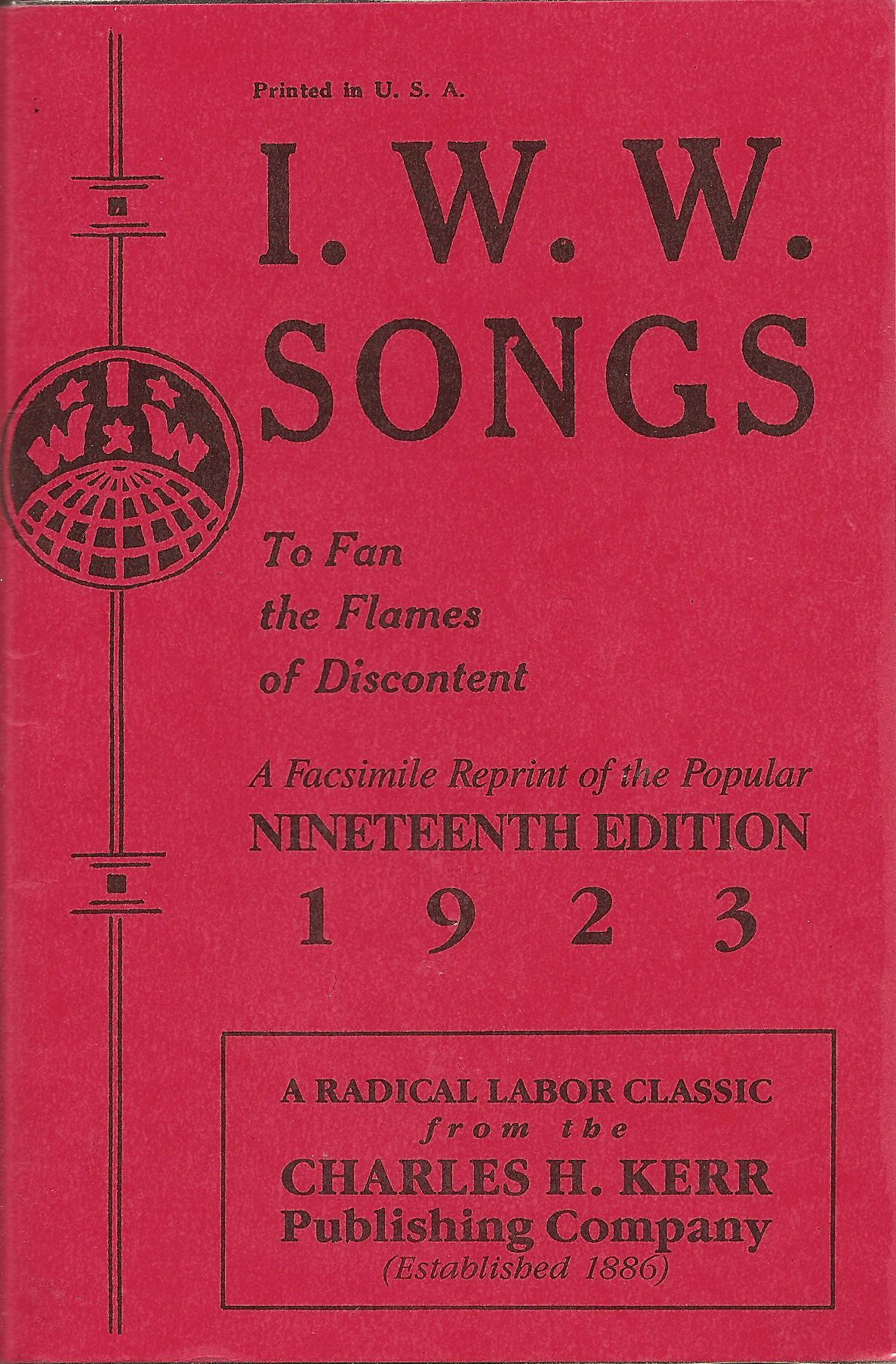
Lilla röda sångboken

Lilla röda sångboken (Little Red Songbook) är ett flertal olika sångböcker utgivna av den amerikanska fackföreningen Industrial Workers of the World, IWW. Den första utgåvan utkom 1909.
Avsikten var att köparna, det vill säga arbetarna, skulle kunna förena sig genom sång och glädje. Boken var mycket billig, kostade omkring 20 cent och var i fickformat så att även den som var riktigt fattig kunde köpa och ha den med sig. Boken innehöll kampsånger, till exempel Solidarity Forever, The Red Flag och The Internationale ("Internationalen"). 1917 års utgåva innehåller endast sånger av eller till Joe Hill för att hedra hans minne. Joe Hill avrättades 1915.

### Översättning
Den här artikeln är helt eller delvis baserad på material från engelskspråkiga Wikipedia, tidigare version.